# Persone di nome Lewis
| Questa pagina contiene informazioni ricavate automaticamente dalle voci biografiche con l'ausilio del template Bio e di un bot. L'aggiornamento è periodico e automatico e ricostruisce completamente la pagina. Se manca una persona in questa lista, sei pregato di non aggiungerla, ma accertati piuttosto che la sua voce biografica contenga il template Bio e che i dati anagrafici siano correttamente compilati. Se il template Bio manca, inseriscilo tu stesso o, in alternativa, metti l'avviso {{tmp\|Bio}} che ne segnala la mancanza. Se i dati riportati sono sbagliati, correggi direttamente la voce biografica; le modifiche saranno visibili in questa lista entro pochi giorni. Per chiarimenti vedi il progetto antroponimi. La lista contiene solo le 144 persone che sono citate nell'enciclopedia e per le quali è stato implementato correttamente il template Bio. Pagina aggiornata al 6 ago 2025. |

Questa è una lista di persone presenti nell'enciclopedia che hanno il nome Lewis, suddivise per attività principale.

## Allenatori di calcio(2)
- Lewis Neal, allenatore di calcio e ex calciatore inglese (Leicester, n. 1981)
- Lewis Price, allenatore di calcio e ex calciatore gallese (Bournemouth, n. 1984)

## Allenatori di football americano(1)
- Lew Hayman, allenatore di football americano, dirigente sportivo e allenatore di pallacanestro statunitense (New York, n. 1908 - Toronto, † 1984)

## Allenatori di pallacanestro(1)
- L.A. Tenorio, allenatore di pallacanestro e ex cestista filippino (Nasugbu, n. 1984)

## Altisti(1)
- Lewis Sheldon, altista e triplista statunitense (Rutland, n. 1874 - Biarritz, † 1960)

## Ammiragli(3)
- Lewis Bayly, ammiraglio britannico (Woolwich, n. 1857 - Londra, † 1938)
- Lewis Beaumont, ammiraglio britannico (Parigi, n. 1847 - Cuckfield, † 1922)
- Lewis Clinton-Baker, ammiraglio inglese (n. 1866 - † 1939)

## Archeologi(1)
- Lewis Binford, archeologo statunitense (Norfolk, n. 1930 - Kirksville, † 2011)

## Astronomi(2)
- Lewis Boss, astronomo statunitense (Providence, n. 1846 - Albany, † 1912)
- Lewis Swift, astronomo statunitense (Clarkson, n. 1820 - Marathon, † 1913)

## Attori(14)
- Lewis Alsamari, attore britannico (Iraq, n. 1976)
- Lewis Arquette, attore statunitense (Chicago, n. 1935 - Los Angeles, † 2001)
- Lewis Casson, attore e regista teatrale britannico (Birkenhead, n. 1875 - Londra, † 1969)
- Lewis Charles, attore statunitense (New York, n. 1920 - Los Angeles, † 1979)
- Lewis Fitz-Gerald, attore australiano (Adelaide, n. 1958)
- Lewis MacDougall, attore britannico (Edimburgo, n. 2002)
- Lewis Martin, attore statunitense (San Francisco, n. 1894 - Los Angeles, † 1969)
- Jefferson Mays, attore statunitense (Connecticut, n. 1965)
- Jack Oakie, attore statunitense (Sedalia, n. 1903 - Los Angeles, † 1978)
- Lewis Pullman, attore statunitense (Los Angeles, n. 1993)
- Lewis Sargent, attore statunitense (Los Angeles, n. 1903 - Hollywood, † 1970)
- Lewis Stone, attore statunitense (Worcester, n. 1879 - Los Angeles, † 1953)
- Lewis Tan, attore, modello e artista marziale britannico (Salford, n. 1987)
- Lewis Wilson, attore statunitense (New York, n. 1920 - San Francisco, † 2000)

## Attori teatrali(1)
- Lewis Hallam Jr., attore teatrale e direttore teatrale inglese (Londra, n. 1740 - Filadelfia, † 1808)

## Aviatori(1)
- Lewis Brereton, aviatore e generale statunitense (Pittsburgh, n. 1890 - Washington, † 1967)

## Biologi(1)
- Lewis Wolpert, biologo, ingegnere e saggista sudafricano (Johannesburg, n. 1929 - † 2021)

## Botanici(1)
- Lewis David de Schweinitz, botanico e micologo statunitense (Bethlehem, n. 1780 - † 1834)

## Calciatori(29)
- Lewis Baker, calciatore inglese (Luton, n. 1995)
- Lewis Buxton, ex calciatore inglese (Newport, n. 1983)
- Lewis Cook, calciatore inglese (York, n. 1997)
- Lewis Dobbin, calciatore inglese (Stoke-on-Trent, n. 2003)
- Lewis Duberry, calciatore montserratiano (n. 1988)
- Lewis Dunk, calciatore inglese (Brighton, n. 1991)
- Lewis Enoh, calciatore camerunese (Bamenda, n. 1992)
- Lewis Ferguson, calciatore scozzese (Hamilton, n. 1999)
- Lewis Gibson, calciatore inglese (Durham, n. 2000)
- Lewis Grabban, ex calciatore giamaicano (Croydon, n. 1988)
- Lewis Guy, ex calciatore inglese (Penrith, n. 1985)
- Lewis Haldane, ex calciatore gallese (Trowbridge, n. 1985)
- Lewis Hall, calciatore inglese (Slough, n. 2004)
- Lewis Holtby, calciatore tedesco (Erkelenz, n. 1990)
- Lewis Horner, ex calciatore inglese (Newcastle upon Tyne, n. 1992)
- Lewis Jamieson, calciatore scozzese (Glasgow, n. 2002)
- Lewis Koumas, calciatore gallese (Chester, n. 2005)
- Lewis McGugan, ex calciatore inglese (Nottingham, n. 1988)
- Lewis Macleod, ex calciatore scozzese (Wishaw, n. 1994)
- Lewis Miley, calciatore inglese (Stanley, n. 2006)
- Lewis Miller, calciatore australiano (Sydney, n. 2000)
- Lewis Morgan, calciatore scozzese (Greenock, n. 1996)
- Lewis Neilson, calciatore scozzese (Dundee, n. 2003)
- Lewis O'Brien, calciatore inglese (Colchester, n. 1998)
- Lewis Smith, calciatore scozzese (n. 2000)
- Lewis Stevenson, calciatore scozzese (Kirkcaldy, n. 1988)
- Lewis Toshney, calciatore scozzese (Dundee, n. 1992)
- Lewis Travis, calciatore inglese (Whiston, n. 1997)
- Lewis Wing, calciatore inglese (Newton Aycliffe, n. 1995)

## Canottieri(1)
- Lewis Clive, canottiere britannico (Tooting, n. 1910 - Gandesa, † 1938)

## Cantautori(2)
- Lewis Capaldi, cantautore e polistrumentista britannico (Glasgow, n. 1996)
- Lou Reed, cantautore, chitarrista e poeta statunitense (New York, n. 1942 - New York, † 2013)

## Cestisti(8)
- Lew Beck, cestista statunitense (Portland, n. 1922 - Great Falls, † 1970)
- Beau Beech, cestista statunitense (Ponte Vedra Beach, n. 1994)
- Lewis Brown, cestista statunitense (Los Angeles, n. 1955 - Los Angeles, † 2011)
- Lew Hitch, cestista statunitense (Griggsville, n. 1929 - Wamego, † 2012)
- Lewis Lloyd, cestista statunitense (Filadelfia, n. 1959 - † 2019)
- Lewis Sims, ex cestista statunitense (Cleveland, n. 1973)
- Lou Spicer, cestista statunitense (Watertown, n. 1922 - Watertown, † 1981)
- Lewis Sullivan, cestista statunitense (Hazel Green, n. 1995)

## Chimici(1)
- Lewis Hastings Sarett, chimico statunitense (Champaign, n. 1917 - † 1999)

## Chirurghi(1)
- Lewis Sayre, chirurgo statunitense (Madison, n. 1820 - New York, † 1900)

## Ciclisti su strada(1)
- Lewis Askey, ciclista su strada e ciclocrossista britannico (Cannock, n. 2001)

## Comici(1)
- Lewis Black, comico, attore e sceneggiatore statunitense (Silver Spring, n. 1948)

## Compositori(1)
- Lewis Lockwood, compositore e musicologo statunitense (New York, n. 1930)

## Danzatori su ghiaccio(1)
- Lewis Gibson, danzatore su ghiaccio britannico (Prestwick, n. 1994)

## Diplomatici(2)
- Lewis Paul Bremer, diplomatico e politico statunitense (Hartford, n. 1941)
- Lewis Eisenberg, diplomatico, imprenditore e ambasciatore statunitense (Chicago, n. 1942)

## Disc jockey(1)
- Shift K3Y, disc jockey, produttore discografico e cantante britannico (Londra, n. 1993)

## Disegnatori(1)
- Lewis Trondheim, disegnatore e fumettista francese (Fontainebleau, n. 1964)

## Doppiatori(1)
- Greg Burson, doppiatore statunitense (Los Angeles, n. 1949 - Los Angeles, † 2008)

## Esploratori(1)
- Lewis Rickinson, esploratore, ingegnere e militare britannico (Lewisham, n. 1883 - † 1945)

## Etnologi(1)
- Lewis Henry Morgan, etnologo e antropologo statunitense (Aurora, n. 1818 - Rochester, † 1881)

## Filosofi(1)
- Lewis White Beck, filosofo statunitense (Griffin, n. 1913 - Rochester, † 1997)

## Fotografi(1)
- Lewis Baltz, fotografo statunitense (Newport Beach, n. 1945 - Parigi, † 2014)

## Generali(1)
- Lewis B. Puller, generale statunitense (West Point, n. 1898 - Hampton, † 1971)

## Giocatori di baseball(1)
- Hack Wilson, giocatore di baseball statunitense (Ellwood City, n. 1900 - Baltimora, † 1948)

## Giocatori di football americano(3)
- Lewis Cine, giocatore di football americano haitiano (Haiti, n. 2000)
- Randy McMillan, ex giocatore di football americano statunitense (Havre de Grace, n. 1958)
- Lewis Thomas, giocatore di football americano britannico (High Wycombe, n. 1998)

## Giornalisti(1)
- Elliott Chaze, giornalista e scrittore statunitense (Mamou, n. 1915 - † 1990)

## Igienisti(1)
- Lewis Hackett, igienista statunitense (Benicia, n. 1884 - Washington, † 1962)

## Imprenditori(1)
- Lew Wasserman, imprenditore statunitense (Cleveland, n. 1913 - Beverly Hills, † 2002)

## Ingegneri(1)
- Lewis Ferry Moody, ingegnere meccanico statunitense (Filadelfia, n. 1880 - Princeton, † 1953)

## Magistrati(1)
- Lewis Franklin Powell, Jr., giudice statunitense (Suffolk, n. 1907 - Richmond, † 1998)

## Matematici(1)
- Lewis Fry Richardson, matematico, fisico e meteorologo britannico (Newcastle upon Tyne, n. 1881 - Kilmun, † 1953)

## Medici(1)
- Lewis Thomas, medico, poeta e politico statunitense (Flushing, n. 1913 - Manhattan, † 1993)

## Mercanti(1)
- Lewis Tappan, mercante e attivista statunitense (Northampton, n. 1788 - Brooklyn Heights, † 1873)

## Mezzofondisti(2)
- Lewis Mosoti, ex mezzofondista keniota (n. 1985)
- Lewis Tewanima, mezzofondista statunitense (Songoopavi, n. 1888 - Second Mesa, † 1969)

## Militari(3)
- Lewis Addison Armistead, militare statunitense (New Bern, n. 1817 - Gettysburg, † 1863)
- Lewis Combs, militare statunitense (Manchester Center, n. 1895 - Red Hook, † 1996)
- Lewis Nicola, militare e scrittore irlandese (n. 1717 - † 1807)

## Navigatori(1)
- Lewis Kirke, navigatore inglese (Dieppe, n. 1599 - † 1683)

## Nobili(1)
- Lewis Gordon, III marchese di Huntly, nobile scozzese (n. 1626 - † 1653)

## Nuotatori(2)
- Lewis Clareburt, nuotatore neozelandese (Wellington, n. 1999)
- Lewis Pugh, nuotatore britannico (Plymouth, n. 1969)

## Piloti automobilistici(1)
- Lewis Hamilton, pilota automobilistico britannico (Stevenage, n. 1985)

## Pistard(1)
- Lew Wyld, pistard britannico (Tibshelf, n. 1905 - Bakewell, † 1974)

## Poeti(2)
- Lewis Morris, poeta e politico gallese (n. 1833 - † 1907)
- Lew Welch, poeta statunitense (Phoenix, n. 1926)

## Polistrumentisti(1)
- Brian Jones, polistrumentista britannico (Cheltenham, n. 1942 - Cotchford Farm, † 1969)

## Politici(2)
- Lewis Cass, politico statunitense (Exeter, n. 1782 - Detroit, † 1866)
- Lewis Strauss, politico statunitense (Charleston, n. 1896 - Brandy Station, † 1974)

## Presbiteri(1)
- Lewis Thomas Wattson, presbitero statunitense (Millington, n. 1863 - Graymoor, † 1940)

## Produttori cinematografici(1)
- Lewis J. Selznick, produttore cinematografico ucraino (Kiev, n. 1870 - Los Angeles, † 1933)

## Psicologi(1)
- Lewis Madison Terman, psicologo statunitense (Contea di Johnson, n. 1877 - Palo Alto, † 1956)

## Rapper(1)
- Lew Hawk, rapper statunitense (Houston, n. 1978)

## Registi(6)
- Lewis Allen, regista britannico (Oakengates, n. 1905 - Santa Monica, † 2000)
- Lewis D. Collins, regista statunitense (Baltimora, n. 1899 - Hollywood, † 1954)
- Lewis R. Foster, regista e sceneggiatore statunitense (Brookfield, n. 1898 - Tehachapi, † 1974)
- Lewis Gilbert, regista e sceneggiatore inglese (Londra, n. 1920 - Monaco, † 2018)
- Lewis Seiler, regista e sceneggiatore statunitense (New York, n. 1890 - Los Angeles, † 1964)
- Lewis Teague, regista statunitense (New York, n. 1938)

## Rugbisti a 15(2)
- Lewis Ludlam, rugbista a 15 britannico (Ipswich, n. 1995)
- Lewis Moody, ex rugbista a 15 britannico (Ascot, n. 1978)

## Sceneggiatori(1)
- Lewis John Carlino, sceneggiatore, regista e drammaturgo statunitense (New York, n. 1932 - Whidbey Island Station, † 2020)

## Scenografi(1)
- Lewis J. Rachmil, scenografo e produttore cinematografico statunitense (New York, n. 1908 - Beverly Hills, † 1984)

## Sciatori freestyle(1)
- Lewis Irving, sciatore freestyle canadese (Quebec City, n. 1995)

## Scrittori(4)
- Lewis Grassic Gibbon, scrittore scozzese (Auchterless, n. 1901 - Welwyn Garden City, † 1935)
- Lewis Nkosi, scrittore e giornalista sudafricano (Durban, n. 1936 - Johannesburg, † 2010)
- Lewis Shiner, scrittore statunitense (Eugene, n. 1950)
- Lew Wallace, scrittore, politico e generale statunitense (Brookville, n. 1827 - Crawfordsville, † 1905)

## Sociologi(2)
- Lewis A. Coser, sociologo statunitense (Berlino, n. 1913 - Cambridge, † 2003)
- Lewis Hine, sociologo e fotografo statunitense (Oshkosh, n. 1874 - Hastings-on-Hudson, † 1940)

## Storici(1)
- Lewis Bernstein Namier, storico polacco (Wola Okrzejska, n. 1888 - Londra, † 1960)

## Tennisti(3)
- Lewis Burton, ex tennista e modello britannico (Londra, n. 1992)
- Lew Gerrard, ex tennista neozelandese (Auckland, n. 1938)
- Lew Hoad, tennista australiano (Glebe, n. 1934 - Fuengirola, † 1994)

## Trombettisti(1)
- Lew Soloff, trombettista, compositore e attore statunitense (New York, n. 1944 - New York, † 2015)

## Urbanisti(1)
- Lewis Mumford, urbanista e sociologo statunitense (Flushing, n. 1895 - Amenia, † 1990)

## Velocisti(1)
- Lewis Davey, velocista britannico (n. 2000)

## Vescovi anglicani(1)
- Lewis Bayly, vescovo anglicano e teologo britannico (Carmarthen - Bangor, † 1631)

## Wrestler(1)
- Elton Prince, wrestler inglese (Grays, n. 1997)

## Senza attività specificata(1)
- Lewis W. Physioc, effettista e direttore della fotografia statunitense (Carolina del Sud, n. 1879 - Los Angeles, † 1972)